# Östra Herrestadstenen
Östra Herrestadstenen, med signum DR 343, är en runsten vid Östra Herrestads kyrka i Simrishamns kommun, Skåne. När stenen restes på vikingatiden var det skånska landskapet en del av Danmark.

## Stenen
Stenen upptäcktes på 1880-talet i kyrkans nordmur och är numera uppställd på kyrkogården invid den västra kyrkogårdsmuren. Inskriften är från yngre vikingatiden och är daterad till åren 970-1020.

## Inskriften
Translitterering:
Translitterering av runraden:
÷ bruþiʀ × auk × tuki × raisþu × stain × þansi × aftiʀ × fraþulf × faþur × sin × harþa ÷ ¶ ÷ kuþan × þiakn ×
Normalisering till rundanska:
Broþiʀ ok Toki resþu sten þænsi æftiʀ Fraþulf/Friþulf, faþur sin, harþa goþan þægn.
Översättning till nusvenska:
Broder och Toke reste denna sten efter sin fader Fradulf, "en mycket god man".